# Winnice miłości
Winnice miłości (gr. Μπρούσκο) – grecka opera mydlana, stworzona przez Vana Dimitriou, która stworzyła udane seriale takie jak Erotas, łącząca w sobie elementy dramatu, tajemnicy, przygody i okazjonalnie komedii. W serialu występują Apostolis Totsikas, Andreas Georgiu, Eleni Vaitsu, Evelina Papulia, Varvara Larmu, Nikoletta Papazafeiropulu – Galanopulu i George Zenios.

## Fabuła
Romantyczna i namiętna historia miłosna dwojga młodych ludzi, Achilleasa z Cypru i Meliny z Grecji. Melina w towarzystwie przyjaciół świętuje swój wieczór panieński w jednym z ateńskich barów. Za dwa dni na Krecie poślubi ukochanego Sifisa Giannakakisa, jej wielką miłość z czasów, gdy oboje byli jeszcze nastolatkami. W tym samym barze spędza wieczór Achilleas Mattheou, któremu w oko wpada przyszła panna młoda. Tych dwoje szybko zaczyna czuć ku sobie nieodparte pożądanie. Jeszcze nie wiedzą, że ich rodziny – Giannakakis z Krety i Mattheou z Cypru, po wielu latach ponownie zaczną współpracę, której celem ma być eksport wina Brousko. Odżywa miłość pomiędzy pierworodnymi dziećmi obydwu rodzin, Anastasią Giannakakis i Matheosem Mattheu. Ten splot zdarzeń spowoduje, że tajemnice z przeszłości zaczną wychodzić na jaw.

## Obsada

### Główna obsada
- Apostolis Totsikas jako Sifis Giannakakis
- Andreas Georgiu jako Achilleas Matthaiou
- Eleni Vaitsu jako Melina Aggelidaki
- Varvara Larmu jako Anastasia Giannakaki
- Stefanos Mihail jako Nektarios Matthaiou
- George Zenios jako Diamantis Nikolaou
- Evelina Papulia jako Dafni Krotira
- Joyce Evidi jako Konstantina Eleftheriou
- Julie Tsolka jako Wasiliki Papadaki
- Alexandros Parisis jako Minas Doukakis
- Koulis Nikolau jako Matthaios Matthaiou
- John Kakulakis jako Sifalakis

### Powtarzająca się obsada
- Stella Kostopulu jako Loukia Antoniadou
- Nikos Verlekis jako Pavlos Giannakakis
- Melpo Kolomvu jako Evrydiki Matthaiou
- Antonis Karistinos jako Markos Hatzis
- Stefanos Aidonis jako Pandeli Siklomis
- Anatoli Grigoriadu jako Angeliki Nomikou
- Pavlina Mavri jako Dimitra Matthaiou
- Hristiana Theodoru jako Hristina Lazarou
- Marinos Konsolos jako Antonis Stavridis
- Elli Kiriakidu jako Andriani Matthaiou
- Hristina Adoni jako Marina Matthaiou
- Terra Elle Perrie jako Stefania Giannakaki

## Przegląd sezonów

### Odcinki i oceny
| Sezon | Sezon | Odcinki | Godzina emisji (EET)      | Daty emisji       | Daty emisji       | Oceny premier              | Oceny premier               | Oceny premier          |
| Sezon | Sezon | Odcinki | Godzina emisji (EET)      | Premiera sezonu   | Finał sezonu      | Ocena (dorośli 15–44 lata) | Ocena (gospodarstwo domowe) | Widzowie (w milionach) |
| ----- | ----- | ------- | ------------------------- | ----------------- | ----------------- | -------------------------- | --------------------------- | ---------------------- |
|       | 1     | 193     | Poniedziałek–piątek 19:00 | 29 września, 2013 | 29 czerwca, 2014  | 27,4%                      | 28,7%                       | 1,2                    |
|       | 2     | 194     | Poniedziałek-piątek 18:45 | 28 września 2014  | 28 czerwca 2015 r | 21,5%                      | 19,6%                       | 0,9                    |

Uwaga: daty i godziny dotyczą oryginalnej emisji w Grecji.